# Colonia San Judas Tadeo
Colonia San Judas Tadeo, även benämnd Ejido de Riva Palacio, är en ort i Mexiko, tillhörande kommunen Texcoco i delstaten Mexiko. Colonia San Judas Tadeo ligger i den centrala delen av landet och tillhör Mexico Citys storstadsområde. Orten hade 117 invånare vid folkräkningen 2010.